# Charles Evans Hughes
Charles Evans Hughes, Sr. (Glens Falls, 11 de abril de 1862–Osterville, 27 de agosto de 1948) fue un abogado y político republicano del estado de Nueva York. Sirvió como el trigésimo sexto Gobernador de Nueva York (1907-1910), Juez Asociado de la Corte Suprema de los Estados Unidos (1910–1916), Secretario de Estado de los Estados Unidos (1921–1925), y como undécimo Juez presidente de los Estados Unidos (1930–1941). Fue el candidato republicano a la presidencia en las elecciones de 1916, que perdió frente a Woodrow Wilson, siendo una de las elecciones más cerradas de la historia estadounidense. Hughes fue un importante líder del progresismo en la primera década del siglo XX, y también un importante abogado y diplomático del estado de Nueva York durante las presidencias de Warren G. Harding y Calvin Coolidge, y un opositor del New Deal en los años 1930.
Se matriculó en la Facultad de Derecho de Columbia, donde se graduó el primero de su promoción en 1884. Ese mismo año aprobó el examen de abogacía de Nueva York con la puntuación más alta jamás otorgada por el estado. Hughes entró a trabajar en el bufete de abogados Chamberlain, Carter & Hornblower de Wall Street, donde se dedicó principalmente a asuntos relacionados con contratos y quiebras. Fue nombrado socio del bufete en 1888, año en el que Hughes se casó con Antoinette Carter, hija del socio mayoritario del bufete de abogados en el que trabajaba.